# Ten56.
ten56. — французская дэткор группа, образованная в 2020 году. Вокалист Аарон Мэттс основал группу после своего ухода из Betraying the Martyrs. Помимо Мэттса, в группу входят гитаристы Квентин Годе и Лука Гаротин, барабанщик Арно Верье и басист Стивс Хостин.

## История
В апреле 2021 года они выпустили свой дебютный трек «Diazepam». Позже в том же году они выпустили свой дебютный расширенный мини-альбом Downer: Part 1. Они выпустили свой второй Мини-альбом, «Downer: Part 2», в январе 2023 г. В сентябре 2024 г. они выпустили сингл «Still Cursed» с дэткор группой Cabal.

## Дискография

### Мини-альбомы
- Downer Part.1 (2021)
- Downer Part.2 (2023)
- Pig (2025)

### Студийные альбомы
- Downer (2023)

### Синглы
- «Diazepam» (2021)
- «Boy» (2021)
- «Sick Dog» (2021)
- «RLS» (2022)
- «Choky» (2023)
- «Good Morning» (2024)
- «ICU» (2024)
- «Still Cursed» (совместно с Cabal; 2024)